# 钟萼白头翁
钟萼白头翁（学名：Pulsatilla campanella）为毛茛科白头翁属下的一个种。

## 扩展阅读
- 維基物種上的相關：钟萼白头翁